# Bunic

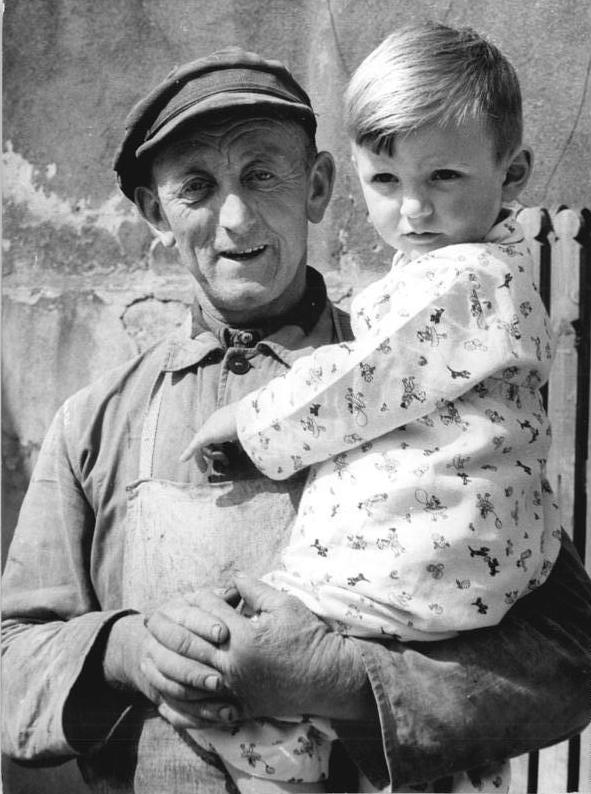
Bunic cu nepoata

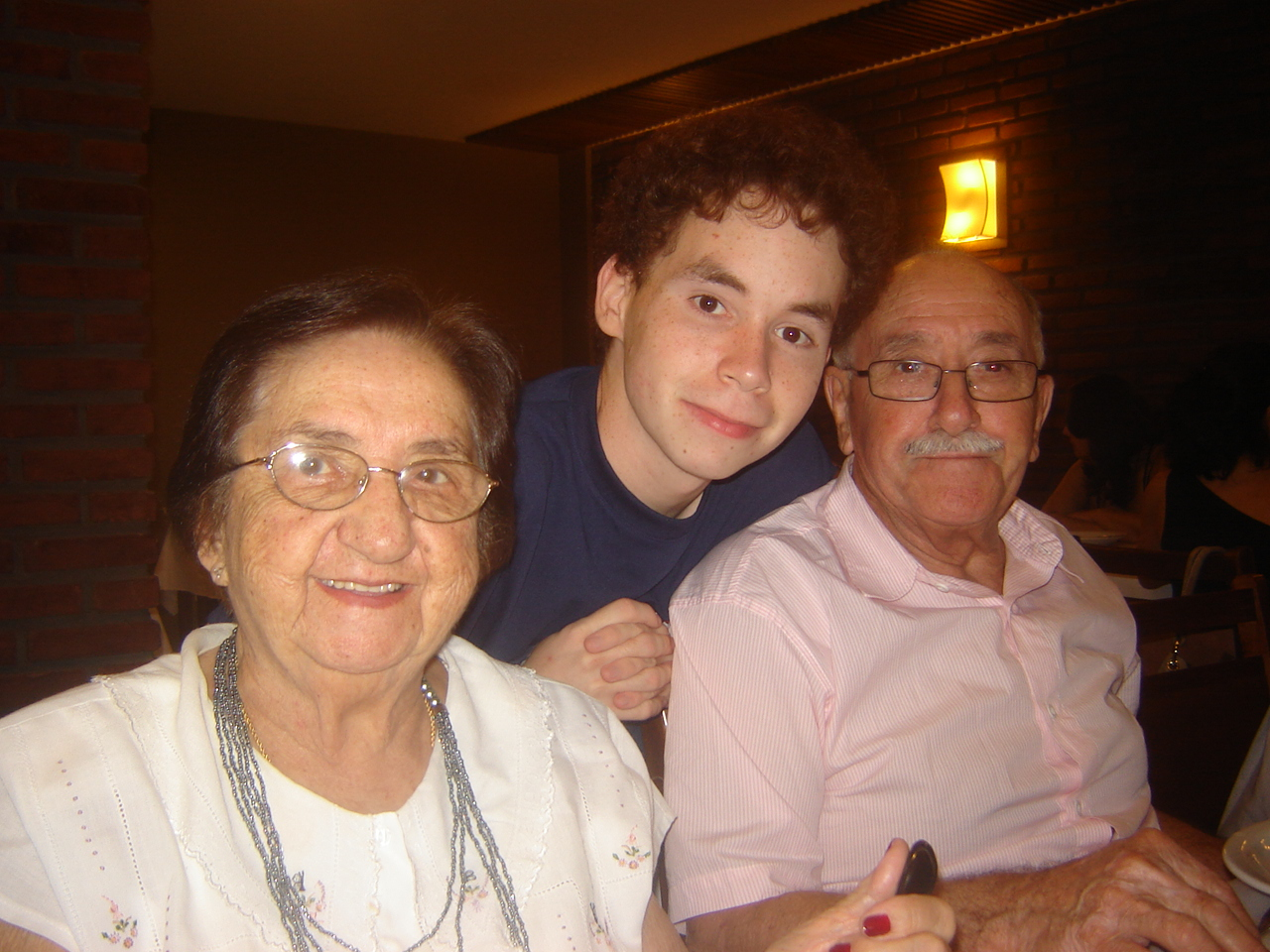
Bunicii și nepotul

Bunicul și bunica sunt părinții părintelui unei persoane, fie al tatălui, fie al mamei acestei persoane. Cuvintele sunt derivate din "buni", adică bunici. Din punctul de vedere genetic al organismelor cu reproducere sexuată, o persoană care nu este o himeră genetică poate avea maxim patru bunici, opt străbunici și șaisprezece stră-străbunici. Aceste numere pot fi mai mici în cazurile de incest.
Din punct de vedere legal, bunicul și nepotul sunt rude de gradul al doilea, în linie dreaptă.
Cea mai tânără bunică din lume este Rifca Stănescu, o țigancă din România, care la vârsta de 12 ani a născut primul său copil, o fată pe nume Maria. Aceasta, la rândul său, a născut un copil la vârsta de doar 11 ani, astfel făcând-o pe mama sa Rifca - cea mai tânără bunică din lume la vârsta de 23 de ani.

## În România
În unele regiuni din România pentru bunic sau bunică sunt adesea întâlnite formele populare „tataie” și, respectiv, „mamaie.” De asemenea, în perioada antebelică erau des întâlnite formele „tata mare” și „mama mare”, apărute datorită curentului francofil al vremii, ca o traducere a termenilor franțuzești „grand-père” și „grand-mère”.
Conform unui studiu din anul 2016, peste 60 la sută din tineri au fost crescut de bunici, însă doar 23 la sută dintre ei îi vizitează săptămânal.